# Langona avara
Langona avara är en spindelart som beskrevs av Peckham, Peckham 1903. Langona avara ingår i släktet Langona och familjen hoppspindlar. Inga underarter finns listade i Catalogue of Life.